# قله پاراپت
قله پاراپت (به انگلیسی: Parapet Peak) یک کوه در کانادا است که در بریتیش کلمبیا واقع شده‌است. قله پاراپت ۲٬۴۶۳ متر بالاتر از سطح دریا واقع شده‌است.